# La città degli angeli (serie televisiva)
La città degli angeli (City of Angels) è una serie televisiva statunitense in 13 episodi trasmessi per la prima volta nel corso di una sola stagione nel 1976.
È una serie poliziesca ambientata a Los Angeles negli anni 1930 e incentrata sui casi affrontati dal detective privato Jake Axminster.

## Trama
Los Angeles, anni 30. Jake Axminster è un investigatore privato che affronta casi di varia natura, in particolare casi di corruzione e scandali nell'alta società. Axminster è aiutato nei suoi sforzi investigativi dalla sua segretaria, la svampita bionda Marsha Finch, e dall'avvocato Michael Brimm. Brimm è chiamato spesso a difendere Axminster dagli oneri (soprattutto accuse inventate) mossi contro di lui dal tenente Murray Quint, un grasso, fumatore di sigari, membro corrotto del Los Angeles Police Department.
Axminster guida una Studebaker del 1934 e tiene il suo ufficio nel centro di Los Angeles, nel Bradbury Building (l'ufficio Brimm è di fronte al municipio). Per i suoi servizi, Axminster richiede una parcella di 25 dollari al giorno più le spese. Egli si trova regolarmente in pericolo, aiutando gli amici o i clienti, e risulta un peso per la polizia con le sue domande e il suo intrufolarsi nelle indagini. Beve caffè perché ne è assuefatto. Sembra essere costantemente in debito, e diverse volte chiede prestiti agli amici e anche al suo lustrascarpe, Lester. In generale, si lamenta spesso degli sforzi che fa per sopravvivere. "Tutti gli angeli hanno lasciato questa città 20 anni fa", è il suo succinto riassunto degli anni 30.

## Personaggi e interpreti
- Jake Axminster (13 episodi, 1976), interpretato da Wayne Rogers.
- Mary Kingston (3 episodi, 1976), interpretata da Meredith Baxter.
- Noel Crossman Jr. (3 episodi, 1976), interpretato da Laurence Luckinbill.
- Reggie (2 episodi, 1976), interpretato da Pepper Martin.
- Generale Winfield (2 episodi, 1976), interpretato da G.D. Spradlin.
- Marsha, interpretata da Elaine Joyce.
- Tenente Murray Quint, interpretato da Clifton James.
- Michael Brimm, interpretato da Philip Sterling.

## Produzione
La serie, ideata da Stephen J. Cannell e Roy Huggins (che avevano già lavorato insieme in Agenzia Rockford), fu prodotta da Roy Huggins-Public Arts Productions e Universal TV e girata a Los Angeles in California. Le musiche furono composte da Nelson Riddle.
Liberamente ispirata al film del 1974 Chinatown, La città degli angeli adotta la stessa visione cinica della Los Angeles negli anni della depressione, un luogo in cui Hollywood e la criminalità organizzata erano in competizione per l'attenzione del pubblico. Questa serie trova le sue radici anche nel romanzo poliziesco hard boiled del 1946 di Roy Huggins, The Double Take,  che in precedenza aveva fornito il materiale di base per un'altra serie, 77 Sunset Strip .
I soggetti di diversi episodi si basano su elementi reali. L'episodio pilota, diviso in tre parti, The November Plan, è basato su un famoso  complotto americano del 1933 noto come il Business Plot , che coinvolse diversi facoltosi uomini d'affari che cercarono di abbattere l'allora presidente degli Stati Uniti Franklin D. Roosevelt con un colpo di Stato. Un altro episodio, The Castle of Dreams, è caratterizzato da un costoso bordello dove le prostitute sono sosia delle star del cinema. Il locale è basato sullo storico T&M Studio (poi rappresentato anche in L.A. Confidential come "Fleur de Lis Club"). Nel corso degli episodi sono presenti anche diversi temi quali il nazismo, il comunismo, il Ku Klux Klan.

### Registi
Tra i registi sono accreditati:
- Don Medford in 3 episodi (1976)
- Robert Douglas in 2 episodi (1976)
- Douglas Heyes in 2 episodi (1976)

### Sceneggiatori
Tra gli sceneggiatori sono accreditati:
- Roy Huggins in 9 episodi (1976)
- Stephen J. Cannell in 4 episodi (1976)
- Gloryette Clark in 2 episodi (1976)
- Philip DeGuere in 2 episodi (1976)

## Distribuzione
La serie fu trasmessa negli Stati Uniti dal 3 febbraio 1976 al 18 maggio 1976 sulla rete televisiva NBC. In Italia è stata trasmessa con il titolo La città degli angeli.
Alcune delle uscite internazionali sono state:
- negli Stati Uniti il 3 febbraio 1976 (City of Angels)
- in Francia il 16 febbraio 1977 (Los Angeles, années 30)
- nel Regno Unito il 1º settembre 1981
- in Italia (La città degli angeli)

## Episodi
| Stagione       | Episodi | Prima TV USA | Prima TV Italia |
| -------------- | ------- | ------------ | --------------- |
| Stagione unica | 13      | 1976         | 1983            |